# Неспокоен път
„Неспокоен път“ е български игрален филм (драма) от 1955 година на режисьора Дако Даковски, по сценарий на Стоян Даскалов. Оператор е Емил Рашев. Създаден е по романа на Стоян Даскалов „Своя земя“. Музиката във филма е композирана от Филип Кутев.

## Сюжет
Мито е станал кооператор, но все още живее с мисълта за своята земя. Жена му Гена е звеноводка и активно участва в обществения живот. Кулаците използват някои слабости на председателя на кооператива и колебанията на Мито и го подтикват да напусне стопанството. Гена се опитва да го спре, но той я прогонва заедно с децата. Околийският комитет е наредил сеитбата да се извърши в кратки срокове и кооператорите с ентусиазъм се заемат да изпълнят тази задача. Но председателят Цеко, свързан с кулаците, подпалва трактора и кооперативното жито и обвинява Мито в това деяние. Не след дълго се разбира кои са истинските виновници и Мито е освободен. На кооперативния блок се прилагат научни методи за обработка на земята, използват се нови селскостопански машини, докато Мито работи сам на нивата си. След като реколтата от кооперативната нива е прибрана с комбайна, иде ред и на нивата на Мито. Мито е отново сред семейството си и празнува сватбата на дъщеря си Теменужка с тракториста Маринчо.

## Актьорски състав
- Иван Братанов – Мито
- Цветана Николова – Гена
- Георги Георгиев – Гец (като Георги Георгиев) – Казака
- Стефан Савов – Стамен
- Михаил Джунов – Деян
- Стефан Петров – Бай Стоян
- Мирослав Миндов – Горанов
- Боян Беров – Камараша
- Виолета Минкова – Теменужка
- Димитър Бочев – Маринчо, трактористът
- П. Г. Димитров – Боянчо
- Борислав Иванов – Цеко
- Димитър Стратев – Нешо
- Кирил Бозев – Гатю
- Христо Динев – Миразчията
- Любомир Бобчевски – Анто
- Данчо Делчев – дядо Христо
- Петко Карлуковски – Комара
- Милчо Червенков – Агрономът
- Кунка Баева – Донка

В епизодите:
- П. Василева
- А. Георгиева
- Щ. Кунев
- Е. Вълков
- Л. Апостолова
- Ив. Андреев
- Б. Ценова
- Т. Пангелова
- Г. Василев
- М. Ганчева

и други

## Награди
- Награда „Сребърен медал“ на Иван Братанов, МКФ (Венеция, Италия, 1955).
- Втора награда на МКФ (Дамаск, Сирия, 1956).
- Димитровска награда в лицето на режисьора Дако Даковски и актьора Иван Братанов, (1958).